# La Rochelle
La Rochelle (raramente aportuguesada como Rochela ou Arrochela) é uma comuna francesa, situada no distrito de Charente-Maritime, na região de Nova Aquitânia.  Foi um importante porto no período colonial, junto com Havre, Honfleur e Bordéus.
A cidade é sede da escola de negócios La Rochelle Business School.